# Sega Sports Japan
Sega Sports Japan — японский разработчик компьютерных игр для Sega, известный созданием игровой серии Jet Set Radio. 1 июля 2004 года компания обратно объединилась с Sega, после слияния Sega и Sammy. Сейчас известны как Sega Sports R&D Department или Sega Sports Japan.

## История
Студия появилась в результате разделения в апреле 1996 года департамента Sega Consumer Research and Development Department (Sega CS) на четыре отдельных департамента, возглавляемых игровыми дизайнерами, — Sega CS1, Sega CS2, Sega CS3 и Sega PC. Sega CS1 возглавил Макото Оситани, работавший до продюсером различных игр Sega. В неё вошли разработчики, работавшие над играми серии Panzer Dragoon, спортивными играми, играми для Sega 32X и портами для Game Gear.
В мае 1999 года подразделение было переименовано в Sega Software R&D Dept. 6. Спустя 14 месяцев в результате реструктуризации Sega штат студии претерпел значительные изменения. Sega Software R&D Dept. 6 получила независимость и новое название — Smilebit. Со временем компания стала специализироваться на играх по спортивной тематике. В 2004 году в результате слияния Sega и Sammy студия вновь оказалась под эгидой Sega, сменив название на Sega Sports Japan.

## Игры, разработанные компанией Team Andromeda
- Panzer Dragoon (1995) (Sega Saturn, PC)
- Panzer Dragoon II Zwei (1996) (Sega Saturn, PC)
- Panzer Dragoon Mini (1996) (Sega Game Gear)
- Panzer Dragoon Saga (1998) (Sega Saturn)

## Игры, разработанные как Smilebit
- Sega Rally 2 — (1998) (Dreamcast)[3]
- Jet Set Radio — (2000) (Dreamcast)
- The Typing of the Dead — (2000) (Dreamcast, PC)
- Hundred Swords — (2001) (Dreamcast, PC)
- Derby Tsuku 2 — (2001) (Dreamcast)
- Jet Set Radio Future — (2002) (Xbox)
- Soccer Tsuku 2002: J-League Pro Soccer Club wo Tsukurou! — (2002) (PlayStation 2)
- Baseball Advance — (2002) (Game Boy Advance)
- J-League Pro Soccer Club wo Tsukurou! Advance — (2002) (Game Boy Advance)
- The Typing of the Dead 2003 — (2002) (ПК)
- Gunvalkyrie — (2002) (Xbox)
- Panzer Dragoon Orta — (2003) (Xbox)
- Derby Tsuku 3: Derby Uma o Tsukurō! — (2003) (GameCube, PlayStation 2)
- J-League Pro Soccer Club wo Tsukurou! 3 — (2003) (PlayStation 2)
- The Typing of the Dead 2004 — (2003) (ПК)
- J-League Pro-Soccer Club wo Tsukurou! '04 — (2004) (PlayStation 2)
- Derby Tsuku 4: Derby Uma o Tsukurō! — (2004) (PlayStation 2)

## Игры, разработанные как Sega Sports Japan
- Virtua Striker 4 (2005) (Аркадный автомат)
- Virtua Striker 4 Ver. 2006 (2006) (Аркадный автомат)
- Mario & Sonic at the Olympic Games (2007/2008) (Wii, Nintendo DS)
- Mario & Sonic at the Olympic Winter Games (2009) (Wii, Nintendo DS)
- Mario & Sonic at the London 2012 Olympic Games (2011/2012) (Wii, Nintendo 3DS)
- Mario & Sonic at the Sochi 2014 Olympic Winter Games (2013) (Wii U)
- Mario & Sonic at the Rio 2016 Olympic Games (2016) (Wii U, Nintendo 3DS, аркадный автомат)
- Mario & Sonic at the Olympic Games Tokyo 2020 (2019/2020) (Nintendo Switch, аркадный автомат)